# Sedlice (Příbrami járás)
Sedlice település Csehországban, a Příbrami járásban. Sedlice Rožmitál pod Třemšínem és Vranovice településekkel határos. Lakosainak száma 279 fő (2024. január 1.).

## Népesség
A település lakosságának változását az alábbi diagram mutatja:
| Lakosok száma | 489  | 538  | 497  | 339  | 226  | 207  | 267  | 266  | 270  | 279  |
|               | 1869 | 1890 | 1921 | 1950 | 1980 | 2001 | 2017 | 2019 | 2022 | 2024 |